# Beule – Zerlegt die Welt
Beule – Zerlegt die Welt ist ein deutscher Spielfilm aus dem Jahr 2022 von Janek Rieke, der Regie führte, das Drehbuch schrieb und an der Seite von Julia Hartmann, Nilam Farooq und Max Giermann eine Hauptrolle übernahm. Premiere der Filmkomödie war im Oktober 2022 am Filmfest Hamburg unter dem Titel Beule.

## Handlung
Olli und Anja betreiben eine Bootswerkstatt in Norddeutschland und führen eine glückliche Beziehung. Anja wünscht sich ein Kind. Olli dagegen, der wegen seiner Neigung zu impulsivem Verhalten „Beule“ genannt wird, fürchtet sich vor der Vaterrolle. Anja kann seine Ängste zunächst mildern und wird bald darauf schwanger. Allerdings verändert sich mit der Schwangerschaft ihre Stimmung, Olli nimmt sie zunehmend als anstrengend wahr. Er sucht daher Nähe bei der Tankstellenverkäuferin Mia.
Als bei Anja die Wehen einsetzen, treffen Mia, Olli und Anja bei der Fahrt ins Krankenhaus aufeinander. Mia stellt Olli zur Rede und will ihn nicht mehr mit Anja teilen. Anja denkt darüber nach, zu ihrem früheren Partner zurückzukehren. Olli möchte das verhindern und bittet Therapeutin Milewski um Hilfe. Ollis Bruder Richard sorgt für neue Verwirrung. Im Raum steht die Frage, ob Olli wirklich der Vater ist.

## Produktion und Hintergrund
Die Dreharbeiten fanden unter dem Arbeitstitel Friesen am Limit an 25 Drehtagen vom 16. Januar bis zum 12. Februar 2019 in Hamburg und Schleswig-Holstein statt. Drehorte waren Niendorf, Heiligenhafen und auf Fehmarn.
Produziert wurde der Film von der Element E Filmproduktion, als Produzenten fungierten Lars Büchel, Bernd T. Hoefflin, Janek Rieke und Nagila Warburg. Den Vertrieb übernahm Filmwelt. Der Film entstand ohne öffentliche Fördermittel.
Die Kamera führte Waldemar Obermann, die Montage verantwortete und das Casting Suse Marquardt und Sabine Uckert, die Musik schrieb Max Berghaus. Den Ton gestaltete Michael Manzke, das Kostümbild Hanna Pulkkinen, das Maskenbild Tilo Nethe und Sarah Huzel und das Szenenbild Lena Schønemann. Nach Härtetest (1998) war dies der zweite Spielfilm von Janek Rieke.

## Veröffentlichung
Premiere war Anfang Oktober 2022 am Filmfest Hamburg. 2023 wurde der Film bei den Biberacher Filmfestspielen gezeigt.
Der deutsche Kinostart ist für den 11. September 2025 vorgesehen.

## Rezeption
Gaby Sikorski bewertete den Film auf filmstarts.de mit 4,5 von 5 Sternen und bezeichnete diesen als „handwerklich perfekte Filmkomödie“. Das gut aufgelegte und spielwütige Ensemble absolviere in perfektem Timing einen Parcours absurder Situationen, die so schräg wie lustig seien, aber dabei immer auch irgendwie liebenswert. Eine gute Portion Albernheit sei auch noch dabei.
Thomas Schultze bezeichnete die Produktion auf the-spot-mediafilm.com als sympathisches Tohuwabohu. Aufgrund des Tempos gebe es keinen Durchhänger. Den besonderen Charme mache es aus, dass der Film selbst so wechselhaft und unberechenbar sei wie seine Hauptfigur.